# 嗡嗡包

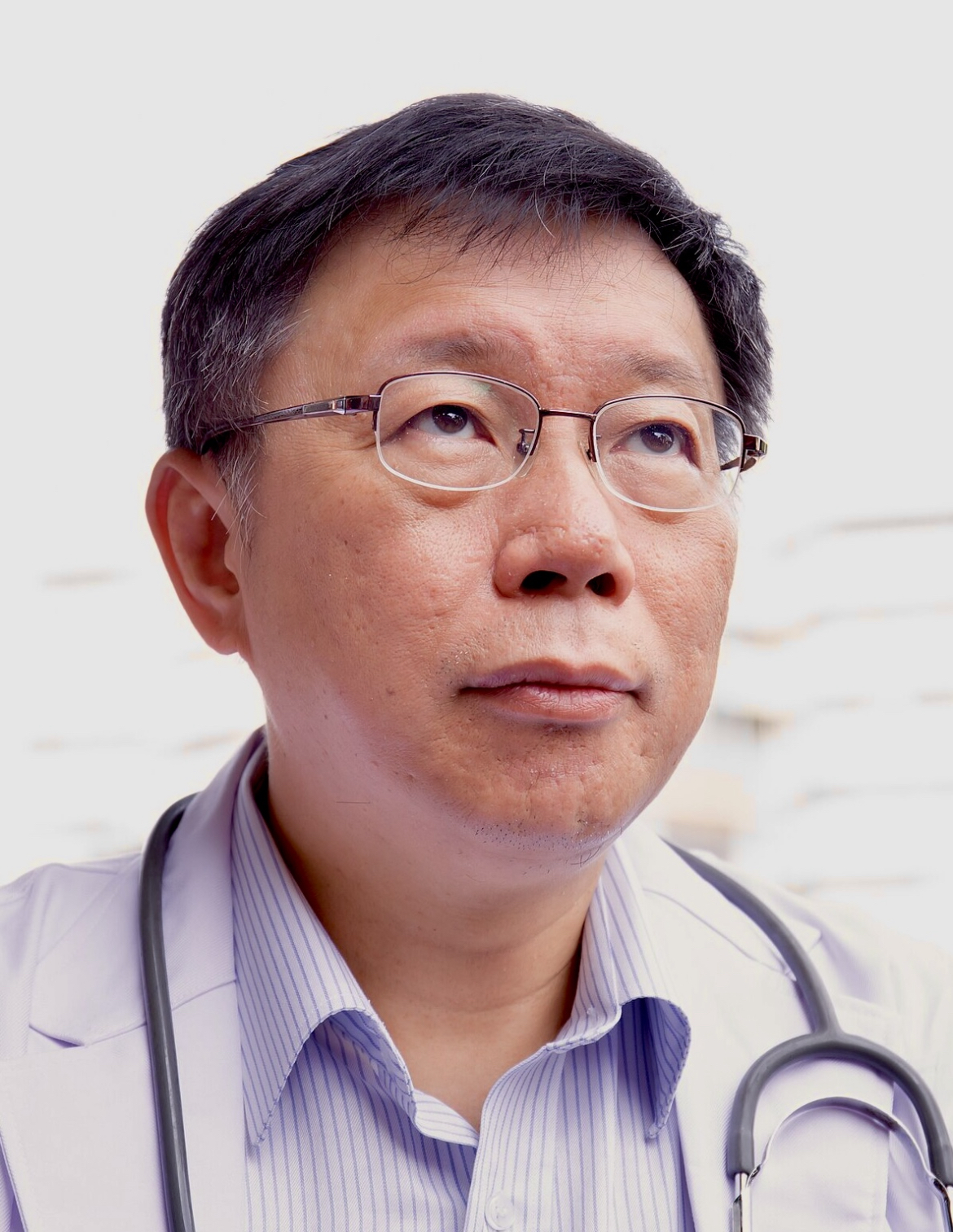
發放嗡嗡包的臺北市市長柯文哲。

嗡嗡包是指在前臺北市市長柯文哲任內，臺北市政府每年10月10日（中華民國國慶日）免費發送給一般民眾的束口袋或背包，自2015年至2022年共發送八次。在柯文哲卸任後，繼任的市長蔣萬安並未繼續發送任何形式的背包或提袋。
嗡嗡包的名稱及設計概念出自於柯文哲經常哼唱的歌曲《小蜜蜂》，《小蜜蜂》中描述的蜜蜂辛勤工作的樣態，嗡嗡包便以此為名，以期每個人都能樂在工作。每年的嗡嗡包有不同的款式、顏色和主題，發送的數量也不盡相同。

## 第一代
第一代嗡嗡包為黑色束口袋，共三款。束口袋中央印有期望人民樂在工作的蜜蜂圖案以及慶祝中華民國104年國慶日的「104國慶」字樣，尼龍材質，束口袋的一角為不同顏色的網狀小口袋，有紅、黃、藍3種。柯文哲認為嗡嗡包必須以實用為考量，而不是看一眼後就丟到垃圾桶。
第一代嗡嗡包在2015年10月10日，即中華民國104年國慶日時於臺北市市政大樓前廣場發放。在發放之前，柯文哲先於10月9日晚間在臉書宣傳，鼓勵民眾領取嗡嗡包。10月10日上午六點半，臺北市政府發放可兌換嗡嗡包的兌換券，柯文哲在參加完在總統府前的國慶升旗典禮後抵達台北市市政大樓前，民眾可憑兌換券向他領取嗡嗡包。嗡嗡包每款各有1000份，共3000份。根據臺北市政府民政局統計，最早在10日凌晨2時許便有人開始排隊，至早上5、6點時開始湧入大量民眾，共有近6000名群眾想索取嗡嗡包，群眾的反應相當熱烈，有些人為此不惜插隊，引發場面混亂，也有人排隊等了一個小時才得知號碼牌已經發完，引起抱怨。嗡嗡包在開始發放後一個小時內發完。柯文哲得知後表示始料未及，並引用《論語》指出場面混亂的原因是「不患寡而患不均」；北市府民政局也因此被要求檢討，並表示未來的活動會有更妥善的規劃。
由於民眾反應熱烈，臺北市政府決定再製造嗡嗡包販售。於臺北市市政大樓西大門入口左側的紀念品中心販售，由於製作需要時間，先在10月14日上午九點提供100份，10月26日再提供900份，為了避免場面失控和大量採購，一次僅限三人進入購買，每人限購兩個。10月14日販售時，一對兄弟自凌晨三點時便開始排隊，至八點半左右有六十多位民眾排隊，開賣後19分鐘便售罄。26日販售時，凌晨兩點便有人開始排隊。
有部份民眾在領到嗡嗡包後將其至拍賣網站上轉售，有的轉賣價格為原價十倍。柯文哲認為這是自由市場，並引用《侏羅紀公園》系列的名台詞，表示「每個生物都會找到他的出路」；他還表示，若要推出「市長簽名版」，售價要高一點。對於臺北市議員質疑販售嗡嗡包與行銷臺北市政府無關，柯文哲表示，此舉為反映民眾所需，並非為了獲利或個人行銷。

## 第二代
第二代嗡嗡包為灰色束口袋，共三款，上半部分別為粉綠、粉藍、粉紅色，並且為了配合推廣於2017年在台北市舉辦的世界大學運動會，以台北世大運的吉祥物「熊讚」為主軸設計，用進行運動的熊讚取代原本的蜜蜂圖案。
第二代嗡嗡包在2016年10月10日，即中華民國105年國慶日時於臺北市政府前廣場發放。當日上午六點半開始發放可兌換嗡嗡包的兌換券，並在8點時開放憑兌換券領取嗡嗡包，當日準備了5000個嗡嗡包，在10點前兌換完畢，最早排隊的人自10月9日晚間9點便在場等候。為避免重蹈去年覆轍，領取嗡嗡包的動線有所調整，更配合民眾需要挪動原本用於懸掛國旗的經費，較去年多製備了2000個嗡嗡包，以免供不應求，也因此並未在國慶日後製造嗡嗡包販售。

## 第三代
第三代嗡嗡包的設計有別以往，為可以防潑水的雙肩背包，有摺疊釦環設計，成本也較以往更高，有黑色和綠色兩種款式，背包上印有「TAIPEI 2017」字樣，並留有較大的空白處讓民眾自行設計。這一代的嗡嗡包附一組貼紙，民眾可自由決定是否將貼紙貼在嗡嗡包上，或可彩繪、懸掛吊飾，北市府希望能以此鼓勵民眾自由創作。第三代嗡嗡包在2017年10月6日的記者會上首次亮相，並請臺北市立中正高中的美術班學生在記者會上展示自己設計的嗡嗡包。柯文哲認為過往的嗡嗡包僅止於好用，而第三代嗡嗡包講究品質，他甚至認為這一代的嗡嗡包太豪華了。柯文哲在10月9日於個人Facebook頁面上貼出自己揹著第三代嗡嗡包的照片，有網友認為照片中柯文哲的姿勢很像日本小說家西尾維新的系列作品《物語》中的女性角色八九寺真宵，便用修飾照片技術將照片中的柯文哲加上該角色的雙馬尾及髮帶，引起批踢踢網友評論。
第三代嗡嗡包在2017年10月10日，即中華民國106年國慶日時於臺北市市民廣場發放。當日上午6點半開始於北市府前發放可兌換嗡嗡包的兌換券，8點開始憑券兌換嗡嗡包和貼紙，由於經費有限，僅發送3000個，至上午9點時兌換完畢。有人從9日下午便開始排隊，也有人從台南騎自行車北上參加，而當日有五千餘人想領取嗡嗡包，之後拍賣網站上也出現了高價轉售的嗡嗡包。

## 第四代
第四代嗡嗡包在2018年10月1日上午十點公布，台北市副市長鄧家基於市政府召開記者會，和民政局長藍世聰及市府吉祥物熊讚一同說明嗡嗡包的數量、領取時間和排隊方式，並展示了第一代到第四代的嗡嗡包。第四代的嗡嗡包是尺寸比過去更大的雙肩背包，材質為雪花布，容量比過去的更大，有藍色和紅色兩種色款，每色1500個，共3000個，上面印有「2018 TAIPEI」字樣。預計於10月10日上午6點半發放號碼牌，並在8點憑號碼牌兌換嗡嗡包，領取民眾可自由挑色。為了宣傳嗡嗡包，柯文哲身穿西裝，背上嗡嗡包拍攝宣傳照，他表示這一次的成本比去年更低，但看到樣品時感覺很不錯，認為這是一種進步，他還指出很多人因為公家機關贈送的物品上經常印有政治人物的姓名或題字而不感興趣，因此這次的嗡嗡包不會出現這些東西。由於2018年是柯文哲在該次任期內的最後一年，一些民眾認為這可能是最後一代嗡嗡包，柯文哲僅表示明年還是會有國慶，每年的創意會不同。
隨嗡嗡包附贈的物品是印有中華民國國旗圖案的圓形徽章，供民眾自由搭配，國民黨政治人物徐巧芯推測此舉是柯文哲想拉攏泛藍選民。民進黨台北市長參選人姚文智也批評，柯文哲的行為是拿市政府資源競選。藍世聰表示每一年都有將國旗納入設計，國旗徽章並不是想拉攏泛藍選民，和年底要進行的2018年台北市長選舉也無關。
第四代嗡嗡包於2018年10月10日，即中華民國107年國慶日於台北市政府前廣場前發放。有些人從前一天上午就開始排隊，也有人帶著雨衣和板凳，專程從屏東北上熬夜排隊。在10月9日就出現了排隊人潮，雖然原本預計在10日的6點半發放，但在凌晨2點時，排隊人數就超過三千人，號碼牌也已經發放完畢。在領取過程中，除了有許多插隊的情形，工作人員也因為誤判，讓某些原本可以領到兌換券的人失去了機會，導致排隊民眾發生推擠衝突，另外還有人持偽造的兌換券企圖兌換嗡嗡包，最後被警方和工作人員追回。在嗡嗡包被發完後兩個小時，拍賣網站上就出現了轉售的嗡嗡包，售價比市政府公布的成本還高出數倍到十數倍。

## 第五代
第五代嗡嗡包在2019年10月4日上午，由台北市政府民政局舉辦的「108年國慶升旗暨慶祝活動記者會」中亮相，除了主辦的民政局長外，北市府副發言人黃瀞瑩和北市府的吉祥物熊讚都出席並介紹了嗡嗡包。這款嗡嗡包限量三千個，成本是新台幣195元，以深藍色和米白色配色，有著歷年來最大的容量以及手提把，因此除了可以做為背包，亦可作為手提包，袋子的兩側還有口袋，並附有一條印有「#❤TAIPEI」字樣的織帶供自由搭配。
第五代嗡嗡包訂於2019年10月10日，即中華民國108年國慶日的上午六點半開始發放兌換券，並在八點時憑券兌換。但在10日凌晨1點左右，兌換券名額就已被排滿，第一個領到嗡嗡包的人表示自己從9日的早上五點半就開始排隊。而黃瀞瑩以及北市府觀傳局局長劉奕霆也在當天早上五點半於北市府前發送早餐，限量100份。由於適逢2020年中華民國立法委員選舉，不少立委參選人也趁機發送早餐以拉抬聲勢。在國慶日後不久，網路上就出現了高價轉售的嗡嗡包，售價比成本高出二十餘倍。

## 第六代
第六代嗡嗡包在2020年10月5日召開的「109年國慶升旗暨慶祝活動記者會」亮相，以簡約時尚、輕便多功能為設計概念，有兩種配色，分別是「黑灰」與「黑棕」，可以手提、側背或雙肩背，為歷代嗡嗡包中變化最多者，設計上融入「2020」及「IT」概念，數量共計3450個。受嚴重特殊傳染性肺炎疫情影響，為避免民眾漏夜排隊導致長時間群聚，北市府民政局改採線上登記、現場領包的方式發送。考量高齡人士不擅長使用網路，因此線上登記分兩階段進行。第一階段為敬老名額登記時間，於10月7日下午六時開始，名額為450個，僅開放65歲以上（1955年12月31日前出生）人士登記；第二階段於10月8日上午十時開始，數量為3000個，開放一般民眾登記。此外，系統也在9月28日開放民眾預習使用，如遇當機則採抽籤方式進行。在開放登記後，第一階段於5分鐘額滿，第二階段在26分鐘額滿。有民眾因不及登記而致電抱怨。
第六代嗡嗡包訂於2020年10月10日，即中華民國109年國慶日的上午八時開始兌換，十時結束，逾時不候。登記者需憑身分證和電子郵件通知，由本人親至台北市市民廣場兌換。儘管改採線上登記，但當日依舊有民眾漏夜排隊，有人趕在時間截止前才領取，也有不知情民眾未經登記就在現場排隊，鎩羽而歸。柯文哲表示政府施政過程會逐漸朝電子化方向發展，而民眾也會逐漸習慣，但次年會再評估情況，判斷是否續採線上登記模式。最後共餘181個嗡嗡包未被領取，將運用在市府活動或政策推廣。

## 第七代
第七代嗡嗡包在2021年10月4日召開的「110國慶升旗暨慶祝活動記者會」中亮相，第七代的風格為清爽簡約，可手提、肩背、側背、後背，配色有兩種，分別為「秋風卡其綠」及「清風霧灰藍」，並有紅、藍、白色作為國慶意象，數量為3500個。受嚴重特殊傳染性肺炎疫情影響，台北市政府國慶升旗活動的現場僅開放500位民眾參加，參加者必須在10月6日上午11點後進行線上預約，而預約成功的500位民眾可以在參加完活動後領取嗡嗡包，另外3000個則採取線上登記模式，民眾必須先在10月7日和10月8日上網登記，市政府再以抽獎郵寄方式送給民眾，以避免民眾排隊群聚。在10月7日系統開放後，因人數超乎預期，系統一度無法負荷並因此引發民怨。
第七代嗡嗡包訂於2021年10月10日，即中華民國110年國慶日進行兌換，500位參加者依據中籤情況入座。500位民眾可以在參加完活動後領取嗡嗡包。

## 第八代
第八代嗡嗡包在2022年9月26日亮相，由於嚴重特殊傳染性肺炎疫情持續造成影響，便維持往年以線上登記抽籤、國慶日現場免費領取的形式發送。第八代嗡嗡包由台北品牌蘑菇MOGU設計，風格簡約樸實，配色有兩種，分別為「藍黃」和「紅白」，數量為3500個，並授權設計公司自行販售，而顏色也會有所區別，有兩種配色，分別為「卡其色配白色」、「軍綠色配白色」。由於2022年中華民國直轄市長及縣市長選舉將屆，而台北市副市長黃珊珊於2022年8月辭職並投入台北市市長選舉，因此為了避免模糊焦點，並未請黃珊珊代言，而是請民進黨市議員李建昌、新黨市議員侯漢廷和國民黨市議員王鴻薇代言。由於柯文哲的台北市長任期將結束，此款嗡嗡包也被視為末代嗡嗡包。此次一共有91248人登記。
第八代嗡嗡包2022年10月10日，即中華民國111年國慶日進行兌換，首位領到嗡嗡包的人表示自己在10月9日時就從台中趕來，表示自己至今一共抽中五次嗡嗡包，也希望往後可以繼續領包。